# Diez millones
Diez millones (10 000 000) es igual a diez mil millares, o 107. 
| {\displaystyle Diez\ millones=10^{7}=10\;000\;000\,} |

10 000 000 (diez millones) es el número natural que sigue a 9 999 999 y que precede a 10 000 001.
En Asia del Sur, este número es conocido como crore.
En numeración cirílica, es conocido como vran (вран).